# Terrer (Aragó)
Terrer és un municipi d'Aragó situat a la província de Saragossa i enquadrat a la comarca de la Comunitat de Calataiud. Apareix al Cantar del Mío Cid.